# Gian Piero Ventura
Gian Piero Ventura (Génova, 14 de enero de 1948) es un entrenador italiano.

## Trayectoria

### Como jugador
Ventura se formó en las categorías inferiores del Sampdoria. Sin embargo, una lesión de espalda lo empujó a dejar la carrera de futbolista y a empezar la de entrenador con sólo 28 años de edad, en el sector juvenil del mismo club.

### Como entrenador
Debutó en 1981 en el banquillo del Rapallo, en Serie D (quinta categoría italiana). Luego pasó al Entella de Chiavari, al que llevó desde la Serie D a la Serie C2. Posteriormente entrenó a diversos equipos como Spezia, Centese, Pistoiese, Giarre y Venezia.
En 1995 fue contratado por el Lecce, donde conquistó un doble ascenso, desde la Serie C1 a la Serie A. En 1998 se produjo su debut en la máxima categoría del Calcio, con el Cagliari, que finalizó como 12.º clasificado. Luego fue contratado por "su" Sampdoria (1999-2000), que no pudo obtener el ascenso, y el Udinese (2001-2002). Tras otra temporada en el Cagliari, en 2004 se convirtió en el primer técnico del Napoli de la era De Laurentiis; sin embargo, en enero de 2005 fue cesado del cargo y reemplazado por Edy Reja.
Entre 2005 y 2009 se sentó en los banquillos de Messina, Verona y Pisa.
AS Bari
En junio de 2009 fue contratado por el AS Bari para sustituir a Antonio Conte, regresando así a la Serie A. El Bari fue el equipo revelación de la temporada 2009/10, finalizando décimo con 50 puntos, récord en Serie A para el conjunto de Apulia. Fue despedido en febrero de 2011, tras ganar un solo partido en los 4 últimos meses.
Torino FC
En junio de 2011, comenzó a dirigir al Torino Football Club, al que ascendió a la Serie A el 20 de mayo de 2012. En la temporada 2012-13, logró la permanencia en la élite, finalizando como 16.º clasificado; y al año siguiente, obtuvo el 7.º puesto con 57 puntos, accediendo a la fase previa de la Liga Europea. En mayo de 2016, tras concluir la temporada en 12.ª posición en la Serie A, se desvinculó del club granate.
Seleccionador de Italia
En 7 de junio de 2016, la Federación Italiana de Fútbol lo anunció como nuevo seleccionador tras la Eurocopa 2016, reemplazando a Antonio Conte. El 13 de noviembre de 2017, Italia quedó fuera del Mundial de Rusia 2018 tras ser derrotada por Suecia en el partido de ida y empatar la vuelta en la repesca (1-0 en la ida y 0-0 en la vuelta). Dos días después de la eliminación, fue despedido por la Federación Italiana de Fútbol.
Chievo Verona
El 10 de octubre de 2018, firmó un contrato hasta 2020 con el Chievo Verona tras la destitución de Lorenzo D'Anna. Sin embargo, presentó la dimisión tras un solo mes en el cargo.
Salernitana
El 30 de junio de 2019, se incorporó a la Salernitana de la Serie B.

## Clubes

### Como jugador
| Club               | País   | Año       |
| ------------------ | ------ | --------- |
| UC Sampdoria       | Italia | 1968-1969 |
| FS Sestrese        | Italia | 1969-1970 |
| Enna Calcio SCSD   | Italia | 1970-1974 |
| SSD Unione Sanremo | Italia | 1974-1976 |
| US Novese          | Italia | 1976-1978 |

### Como entrenador
| Club               | País   | Año       |
| ------------------ | ------ | --------- |
| AC Rapallo         | Italia | 1981-1982 |
| AC Entella Bacezza | Italia | 1982-1986 |
| Spezia Calcio      | Italia | 1986-1987 |
| AC Centese         | Italia | 1987-1989 |
| AC Pistoiese       | Italia | 1989-1992 |
| SS Giarre          | Italia | 1992-1993 |
| AC Venezia         | Italia | 1993-1995 |
| US Lecce           | Italia | 1995-1997 |
| Cagliari Calcio    | Italia | 1997-1999 |
| UC Sampdoria       | Italia | 1999-2000 |
| Udinese Calcio     | Italia | 2001-2002 |
| Cagliari Calcio    | Italia | 2002-2004 |
| SSC Napoli         | Italia | 2004-2005 |
| FC Messina Peloro  | Italia | 2005-2006 |
| Hellas Verona FC   | Italia | 2006-2007 |
| Pisa Calcio        | Italia | 2007-2009 |
| AC Bari            | Italia | 2009-2011 |
| Torino FC          | Italia | 2011-2016 |
| Selección italiana | Italia | 2016-2017 |
| Chievo Verona      | Italia | 2018      |
| Salernitana        | Italia | 2019-2020 |